# فيلي كولو
فيلي كولو (بالألمانية: Willi Kollo)‏ (28 أبريل 1904 في كونيغسبرغ - 4 فبراير 1988 في برلين) كان ملحن ألماني.
كان فيلي كولو ابن الملحن الألماني فالتر كولو ووالد ريني كولو، بدأ مسيرته الفنية كملحن، استطاع فيما بعد أن يُكون لنفسه اسما كمؤلف في نهاية العشرينات من القرن الماضي. أصبح منذ عام 1930 يكتب السيناريوهات وكذلك الموسيقى التصويرية. سافر بعد الحرب العالمية الثانية من برلين إلى هامبورغ، لكنه عاد مرة أخرى إلى برلين عام 1955.

## روابط خارجية
- فيلي كولو على موقع IMDb (الإنجليزية)
- فيلي كولو على موقع مونزينجر (الألمانية)
- فيلي كولو على موقع ميوزك برينز (الإنجليزية)
- فيلي كولو على موقع أول موفي (الإنجليزية)
- فيلي كولو على موقع قاعدة بيانات الأفلام السويدية (السويدية)
- فيلي كولو على موقع ديسكوغز (الإنجليزية)
- فيلي كولو على موقع قاعدة بيانات الفيلم (الإنجليزية)
- فيلي كولو على موقع كينوبويسك (الروسية)